# Henschel-Wegmann-Zug
Henschel-Wegmann-Zug – luksusowy pociąg ekspresowy kursujący od czerwca 1936 roku do sierpnia 1939 roku bez postojów między Berlinem a Dreznem, prowadzony przez parowozy serii 61 wyposażone w otuliny aerodynamiczne.

## Powstanie

### Warunki
Na początku lat 30. koleje niemieckie rozpoczęły rozwijanie sieci szybkich pociągów obsługiwanych przez spalinowe zespoły trakcyjne, które stały się konkurencyjne względem lokomotyw parowych. Dodatkowo od początku światowego kryzysu gospodarczego koleje niemieckie nie zamawiały nowych lokomotyw, co doprowadziło do trudnej sytuacji producentów parowozów. W tej sytuacji inżynierowie zakładów Henschel&Sohn w Kassel pod kierownictwem dyrektora Karla Imfelda podjęli się zaprojektowania lokomotyw parowych, które mogłyby konkurować ze spalinowymi zespołami trakcyjnymi. Obliczenia porównawcze wykazywały bowiem, że eksploatacja parowozów może być bardziej opłacalna od nowych wagonów silnikowych.

### Planowanie
W kwietniu 1933 r. przedstawiciele zakładów Henschel i fabryki wagonów Wegmann przedłożyli dyrektorowi generalnemu kolei niemieckich Juliusowi Dorpmüllerowi koncepcję pociągu pospiesznego wraz z lokomotywami parowymi w otulinie aerodynamicznej w celu zmniejszenia oporów ruchu. Również wagony pasażerskie miały posiadać w tym celu zaokrąglone ściany czołowe. Parowóz miał być tendrzakiem w celu osiągania maksymalnej prędkości w obu kierunkach. Połączenie składu miał zapewniać sprzęg samoczynny Scharfenberga.
10 stycznia 1934 referent kolei niemieckich Friedrich Fuchs spotkał się z przedstawicielami zakładów Henschel i Wegmann w celu przekazania im oczekiwań kolei niemieckich co do konstrukcji pociągu. W związku z tym projekt parowozu zaprojektowanego przez inżynierów Henschela zmieniono i 27 marca 1934 roku przesłano do zarządu kolei niemieckich. 28 sierpnia koleje niemieckie oficjalnie złożyły zamówienie na wyprodukowanie parowozu w zakładach Henschel oraz wagonów w zakładach Wegmann.

### Budowa
Przekazanie lokomotywy przez producenta odbyło się 31 maja 1935 roku. Prędkość konstrukcyjną parowozu określono na 175 km/h; jej rozwijanie umożliwiały koła o średnicy 2,3 m oraz dwucylindrowy silnik parowy. W codziennej pracy eksploatacyjnej dopuszczono prędkość 160 km/h. Maszynista i palacz dzięki ściętemu zbiornikowi wodnemu mieli zapewnioną dobrą widoczność trasy. Parowóz był całkowicie obudowany otulinami aerodynamicznymi.
Cena parowozu, wynosząca 230 tys. RM, była wyraźnie wyższa od pierwotnych założeń. Skład 4 zamówionych wagonów kosztował z kolei 446 tys. RM. Dla porównania seryjna lokomotywa serii 03 kosztowała ok. 200 tys. RM, późniejsza o 3 lata, seryjnie produkowana trójczłonowa jednostka spalinowa typu Köln 600 tys. RM, a prototypowa jednostka SVT 135 155 – milion RM.
Wkrótce po rozpoczęciu budowy pierwszego parowozu rozpoczęto prace projektowe nad drugim parowozem, który powstał na początku 1939 roku. Pod względem konstrukcyjnym obydwie lokomotywy były identyczne. Drugi parowóz otrzymał trzyosiowy tylny wózek toczny, trzeci cylinder i większy zbiornik węgla i wody. Zamontowano również wiatrownice przy kominie parowozu. W maju przeprowadzono pierwsze jazdy testowe, a 12 czerwca 1939 roku lokomotywę przyjęto na stan lokomotywowni Berlin-Grunewald.

## Eksploatacja

### Prezentacja pociągu
Henschel-Wegmann-Zug został zaprezentowany po raz pierwszy na Wielkiej Wystawie 100-lecia niemieckich kolei w Norymberdze, jaka miała miejsce od 14 lipca do 13 października 1935 roku. Następnie trafił na testy w zakładach w Kassel, po czym 29 listopada zjawił się ponownie w Norymberdze na paradzie rocznicowej, w której uczestniczył również Adolf Hitler, który zasiadł w kabinie maszynisty. Dopiero po tych wydarzeniach propagandowych możliwe się stało testowanie pociągu.

### Jazdy testowe
W czasie jazd testowych na linii kolejowej Berlin-Hamburg pociąg osiągnął prędkość 185 kilometrów na godzinę. Ponieważ przy tej prędkości bieg parowozu stawał się niespokojny (co dodatkowo oddziaływało niekorzystnie na torowisko), postanowiono o ograniczeniu prędkości eksploatacyjnej do 160 km/h, którą to prędkość osiągano w ciągu 6 minut. Do 14 maja 1936 roku w ramach jazd testowych lokomotywa osiągnęła przebieg 21 tysięcy kilometrów.

### Planowa eksploatacja
Od wprowadzenia letniego rozkładu jazdy w 1936 roku Henschel-Wegmann-Zug obsługiwał dwie pary pociągów relacji Berlin-Drezno na dobę. Najkrótszy czas przejazdu wynosił jedną godzinę i 40 minut i był o 28 minut krótszy od dotychczasowego rekordzisty, pokonującego trasę między stolicami Prus i Saksonii z prędkością 135 km/h. W oficjalnych publikacjach prędkość handlową nowych pociągów określono na 111,2 km/h, jednakże dla obliczeń przyjmowano odcinek między Berlinem i dworcem Drezno-Neustadt, na którym jednak pociąg nie zatrzymywał się. W odróżnieniu od innych szybkich pociągów, obsługiwanych wagonami motorowymi, od pasażerów Henschel-Wegmann-Zug nie pobierano dopłaty za przejazd pociągiem ekspresowym (stosowanej w tym czasie również na PKP).
Założony krótki czas na zmianę przez skład kierunku jazdy w Dreźnie po południu okazał się niewystarczający. W ciągu 32 min. parowóz musiał bowiem przemanewrować z jednego końca składu na drugi, a ponadto pobrać wodę i węgiel. W efekcie brakło czasu na obrócenie samej lokomotywy. Mankament ten usunięto wraz z wprowadzeniem zimowego rozkładu jazdy 1936/1937.
Z uwagi na unikatowy charakter parowozu serii 61 (drugi egzemplarz odebrano od producenta dopiero po wybuchu wojny), w przypadku jego awarii prowadzenie pociągu przejmowały lokomotywy serii 01 lub 03, jednakże te, posiadając prędkość maksymalną 130 km/h bądź 140 km/h, nie osiągały przewidzianej dla pociągu prędkości rozkładowej.
Liczący 1h 40 min. czas jazdy pociągu Henschel-Wegmann-Zug do chwili obecnej (styczeń 2017) nie został pobity w regularnym ruchu pociągów.
| Stacje                  | D 53  | D 57  |
| ----------------------- | ----- | ----- |
| Dresden Hauptbahnhof    | 09.31 | 17.26 |
| Berlin Anhalter Bahnhof | 11.12 | 19.06 |

| Stacje                  | D 54  | D 58  |
| ----------------------- | ----- | ----- |
| Berlin Anhalter Bahnhof | 15.10 | 22.10 |
| Dresden Hauptbahnhof    | 16.54 | 23.52 |

## Koniec pociągu

### W czasie drugiej wojny światowej
Tuż przed inwazją Niemiec na Polskę, w sierpniu 1939 roku w całych Niemczech wstrzymano ruch szybkich pociągów ekspresowych. Skład pociągu wykorzystywano początkowo do przewozu wysokich dostojników państwowych, a następnie rannych żołnierzy Wehrmachtu, w związku z czym usunięto dotychczasowe wyposażenie wnętrza. Lokomotywę 61 001 wykorzystywano początkowo do ogrzewania w lokomotywowni Berlin-Grunewald, po czym w grudniu 1940 roku przydzielono ją do lokomotywowni Dresden-Altstadt w celu prowadzenia pociągów ekspresowych. W listopadzie 1942 roku lokomotywa otrzymała konwencjonalny sprzęg śrubowy ze zderzakami. Od 1943 roku do końca wojny przydzielono ją na stan warsztatów w Brunszwiku.
Odbiór techniczny lokomotywy 61 002 odbył się dopiero na przełomie lat 1939 i 1940, w związku z czym nie miała ona okazji prowadzić składu Henschel-Wegmann-Zug. Podobnie niewykorzystany pozostawał zbudowany w 1940 piąty wagon składu, który wraz z czterema pierwotnymi przetrwał wojnę, a w 1946 roku znalazł się wraz z pozostałymi na stacji Hamburg-Langenfelde.

### Po zakończeniu wojny
Pierwsza lokomotywa po wojnie znalazła się w brytyjskiej strefie okupacyjnej i została przypisana do lokomotywowni Hanower, jednakże używano jej rzadko – w okresie od lipca 1945 roku do marca 1946 prowadząc pociągi pasażerskie pokonała około 40 000 kilometrów. W 1947 roku przeprowadzona została jej naprawa główna, po czym od 23 października 1948 r. parowóz stacjonował w lokomotywowni Bebra, gdzie był eksploatowany do maja 1949 roku. W listopadzie 1950 roku wróciła do ruchu, pokonując 3000-10000 kilometrów miesięcznie. 2 listopada 1951 roku parowóz doznał poważnego uszkodzenia w wypadku kolejowym w Münster, w związku z czym 14 listopada 1952 r. został wycofany z eksploatacji i w 1957 roku pocięty na złom.
Z kolei lokomotywa 61 002 pozostała w Dreźnie i była eksploatowana w ruchu pasażerskim w kierunku Czech do Bad Schandau. Od roku 1950 eksploatowano ją przy prowadzeniu pociągów ekspresowych Lipsk – Berlin Anhalter Bahnhof (następnie Lichtenberg lub Ostbahnhof). Eksploatacja pojedynczej maszyny była kłopotliwa, w związku z czym zainteresowano się jej użyciem do celów badawczych, tj. możliwości jazdy z prędkościami powyżej 160 km/h. W związku z tym w 1961 w warsztatach w Meiningen dokonano poważnej przebudowy parowozu, który otrzymał nowy numer 18201, nowy kocioł oraz nowe cylindry, dzięki czemu osiągnął on prędkość 180 km/h. W 2002 lokomotywa ta została gruntownie wyremontowana i od tej pory znajduje się w posiadaniu firmy Dampf-Plus GmbH należącej do Christiana Goldschagga i Axela Zwingenbergera.
Pozostające po II wojnie światowej wagony zostały przejęte przez koleje zachodnioniemieckie i przebudowane w zakładach Wegmann dla potrzeb uruchomionego w r. 1954 pociągu pospiesznego „Blauer Enzian”, kursującego między Hamburgiem oraz Monachium. Jednakże już w kwietniu 1959 obsługę tej relacji przejęły nowe wagony. Wszystkich pięć oryginalnych wagonów Henschel-Wegmann-Zug wycofano z eksploatacji w 1962 roku oraz zezłomowano.

## Znaczek pocztowy

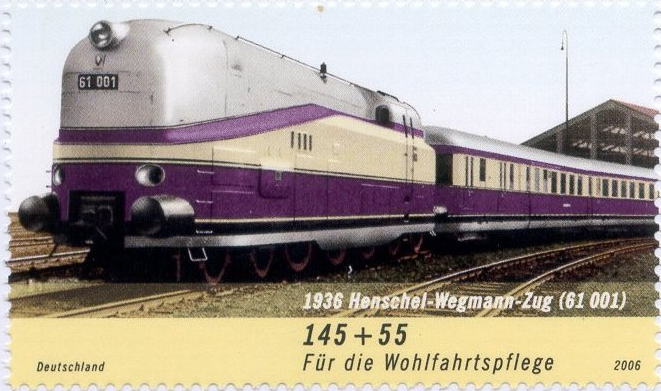
Znaczek pocztowy przedstawiający Henchel-Wegmann-Zug

5 października 2006 r. Deutsche Post AG w ramach akcji charytatywnej wydrukowała znaczki pocztowe z rysunkiem Henschel-Wegmann-Zug w cenie 145+55 eurocentów z parowozem Baureihe 61 kolei niemieckich.